# Tomás António Garcia Rosado

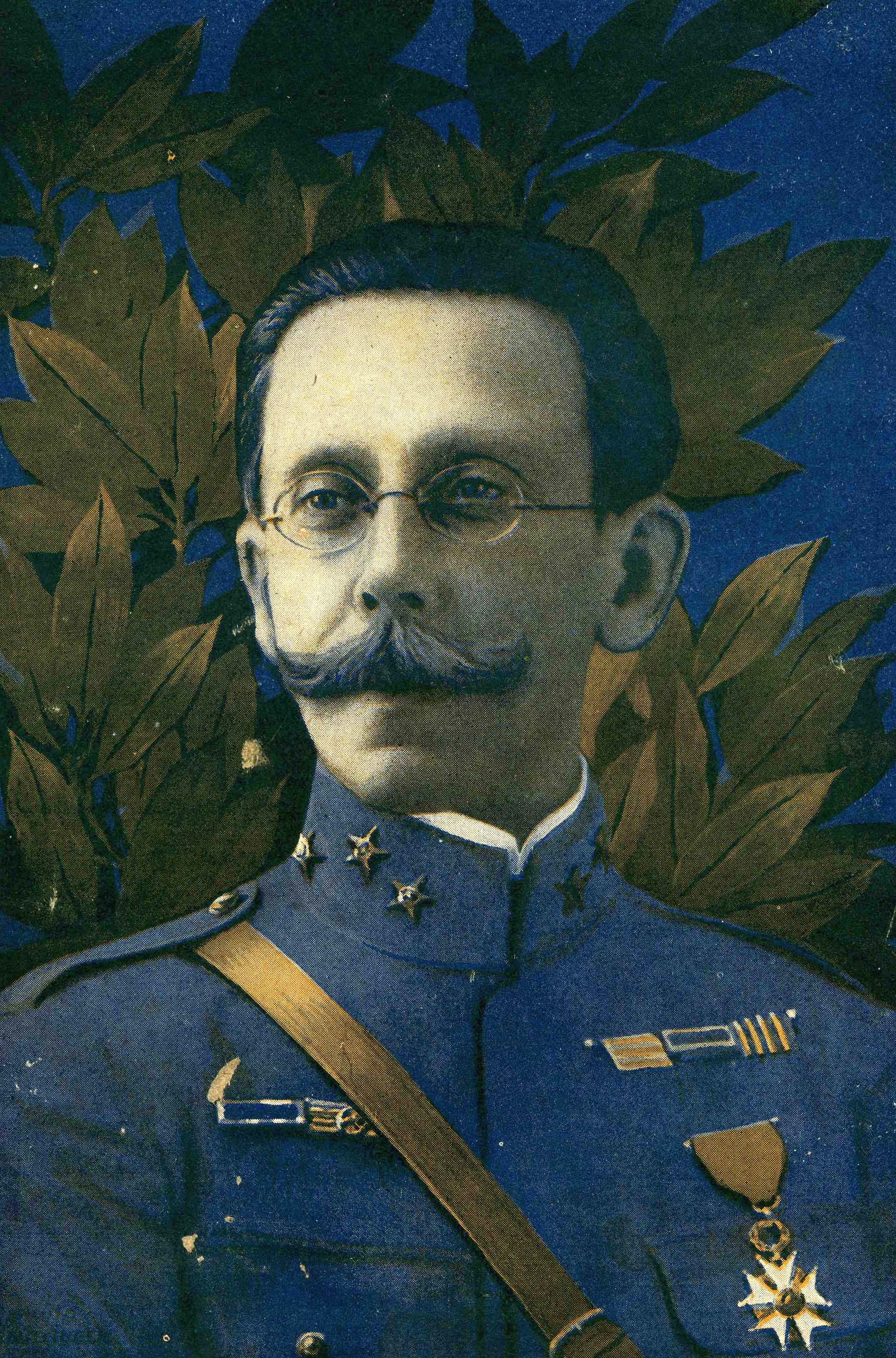
O General Garcia Rosado, na capa do Le Pays de France (Setembro de 1918).

Tomás (nascido Thomaz) António Garcia Rosado GOA • GCA • GCC • GCTE (Salvador, Beja, 4 de março de 1864 — Santa Maria, Sintra, 30 de agosto de 1937), conhecido como General Garcia Rosado, foi um general de Infantaria português, administrador colonial e diplomata. Comandou o Corpo Expedicionário Português na Grande Guerra.

## Biografia
Nasceu em Beja em 4 de março de 1864, filho de José Francisco Rosado, oficial do Exército, natural de Elvas (freguesia de Alcáçova), e de Angélica do Carmo Garcia Rosado, natural de Estremoz (freguesia de Santo André).
Frequentou o Colégio Militar entre 1875 e 1879, tendo ali sido contemporâneo, entre outros, de Gomes da Costa, Sá Cardoso, Teixeira Botelho e Eduardo Costa. Concluiu o curso de Estado-Maior da Escola do Exército (atual Academia Militar) em 1885, sendo promovido a alferes no ano seguinte.
Em 1895, como capitão, participou na expedição à Índia Portuguesa organizada para combater os Ranes revoltados e chefiada pelo Infante D. Afonso de Bragança. Pelos seus feitos recebeu o grau de Grã-Cruz da Ordem Militar da Torre e Espada, do Valor, Lealdade e Mérito.
Prestou comissão na Companhia de Moçambique entre 1897 e 1898. Entre 1904 e 1905 foi Governador-Geral deste país.
Em 1914, já coronel, foi diretor da recém-criada Escola Central de Oficiais. Com o eclodir da Grande Guerra, organizou o corpo expedicionário a Moçambique, mas não chegou a comandá-lo.
Foi promovido a general em dezembro de 1917 e nomeado Chefe do Estado-Maior do Exército. Em julho de 1918, em condições melindrosas, foi nomeado comandante do Corpo Expedicionário Português na Flandres, substituindo o general Fernando Tamagnini de Abreu e Silva.
Regressado em 1919, reassumiu a chefia do Estado-Maior do Exército até 1924, ano em que passou à reserva e passou a integrar o Supremo Tribunal Militar.
Foi embaixador de Portugal em Londres entre 1926 e 1934, ano em que passou à reforma.
Faleceu vítima de hemorragia cerebral no Chalet Santos, sito na Avenida Alva, no bairro da Estefânia, freguesia de Santa Maria, em Sintra, a 30 de agosto de 1937, com 78 anos.
Era casado com Maria Adelaide da Costa, natural de Ferreira do Zêzere, de quem teve uma filha, Ilda da Costa Garcia Rosado. É bisavô do escritor Pedro Garcia Rosado.

## Condecorações
- Grande-Oficial da Ordem Militar de Avis de Portugal (15 de fevereiro de 1919)
- Grã-Cruz da Ordem Militar da Torre e Espada, do Valor, Lealdade e Mérito de Portugal (14 de setembro de 1920)
- Grã-Cruz da Ordem Militar de Avis de Portugal (31 de dezembro de 1920)
- Grã-Cruz da Ordem Militar de Cristo de Portugal (14 de fevereiro de 1930)[6]

## Toponímia
- Lisboa - Rua General Garcia Rosado